# St. Mauritius und Gefährten (Rieden an der Kötz)

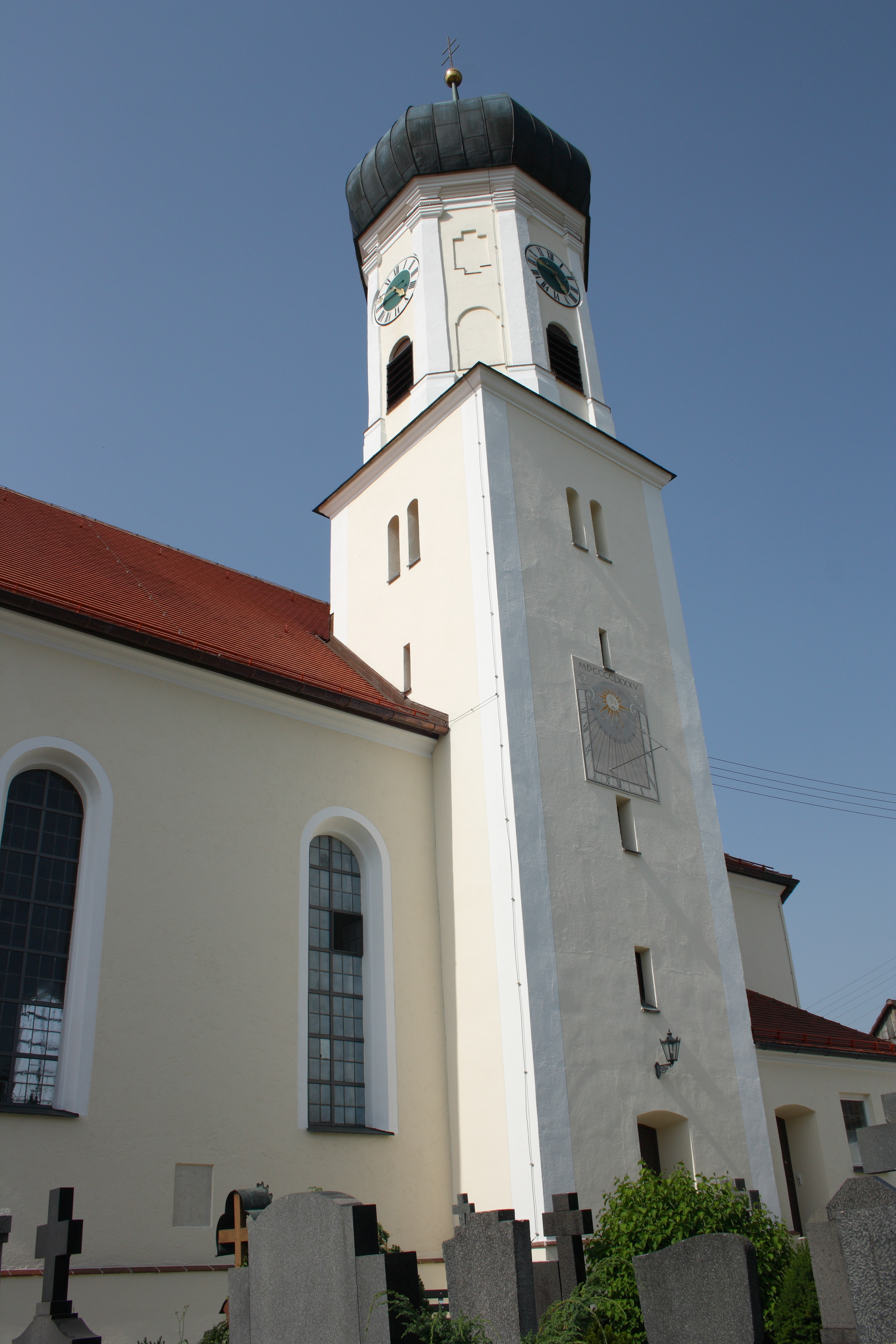
St. Mauritius und Gefährten

Die römisch-katholische Pfarrkirche St. Mauritius und Gefährten steht in Rieden an der Kötz, einem Stadtteil von Ichenhausen im schwäbischen Landkreis Günzburg von Bayern. Das Bauwerk ist in der Liste der Baudenkmäler in Ichenhausen als Baudenkmal unter der Nr. D-7-74-143-65 eingetragen. Die Pfarrei gehört zum Dekanat Günzburg des Bistums Augsburg.  Sie steht unter dem Patrozinium des heiligen Mauritius.

## Architektur
Die Saalkirche wurde 1847 und 1848 nach Plänen des Architekten und königlich bayerischen Baubeamten Georg von Stengel errichtet. Sie besteht aus einem Langhaus, einem eingezogenen, dreiseitig geschlossenen Chor im Osten und einem Kirchturm auf quadratischem Grundriss, der im Kern vom Vorgängerbau aus dem 18. Jahrhundert stammt, und der das östliche Joch des Langhauses im Süden einschnürt. Er wurde um ein Geschoss mit Pilastern an den acht Ecken aufgestockt, das die Turmuhr und den Glockenstuhl beherbergt, und mit einer Zwiebelhaube bedeckt.
Der Innenraum des Langhauses ist mit einer Flachdecke überspannt, der des Chors mit einem Stichkappengewölbe.

## Ausstattung
Die Kirchenausstattung wurde 1913/1914 im Jugendstil von Michael Kurz entworfen. Die Altarretabel wurden u. a. von Theodor Baierl bemalt. Eine Ende des 15. Jahrhunderts entstandene Marienstatue stammt aus dem Umkreis von Niklaus Weckmann.